# Luis Eduardo Luna
Luis Eduardo Luna (Leticia, 1947) es un antropólogo colombiano.
Luna es conocido por su investigación del té enteogénico ayahuasca, disponible en la Amazonía, además de realizar exposiciones sobre plantas alucinógenas. Su investigación se ha centrado en el uso tradicional indígena, así como en las nuevas iglesias sincréticas que utilizan la ayahuasca en sus sacramentos como la Santo Daime y la União do Vegetal. Él es el director de Wasiwaska, Centro de Investigación para el Estudio de las Plantas Psicointegradoras, Artes Visionarias, y la Conciencia, que se encuentra en Brasil. Posteriormente se estudió los aspectos neurológicos de la ayahuasca en el sistema nervioso central.
Autor de Vegetalismo: chamanismo entre la población mestiza del Amazonas peruano con el apoyo de Pablo Amaringo, desde 1979 ha sido profesor asociado de español en la Universidad de Económicas de Suecia, y desde 1986 miembro asociado del Museo Botánico de la Universidad de Harvard. Durante los años 1994 al 1998 fue profesor asociado del Departamento de Antropología de la Universidad Federal de Santa Catarina, en Florianópolis, Brasil.
Obtuvo su doctorado en el Instituto de Religiones Comparadas de la Universidad de Estocolmo. Es un miembro de la John Simon Guggenheim Memorial Foundation así como de la Linnean Society de Londres.

## Lista de obras
- Vegetalismo: Shamanism Among the Mestizo Population of the Peruvian Amazon, 1986, ISBN 91-22-00819-5
- Pablo Amararingo, Luis Eduardo Luna (1991). Ayahuasca Visions. The religious iconography of a peruvian shaman. North Atlantic Books. ISBN 1-55643-064-7.